# Logan Henderson
Logan Phillip Henderson (North Richland Hills, 14 settembre 1989) è un attore, cantante, ballerino e beatboxer statunitense. È meglio conosciuto per aver interpretato il ruolo di Hortance "Logan" Mitchell in Big Time Rush ed è un membro dei Big Time Rush, band con lo stesso nome. Il suo primo singolo da solista "Sleepwalker" è uscito il 27 gennaio 2017.

## Biografia
Nato in Texas, Logan si trasferisce in California con la sua famiglia di origini scozzesi all'età di 18 anni per intraprendere la carriera di attore. L'occasione arriva nel 2009, grazie alla boyband Big Time Rush in cui interpreta il personaggio di Hortance "Logan" Mitchell, l'intelligente della band. Il serial lancia Henderson anche come membro del gruppo omonimo, il cui album di debutto viene pubblicato l'11 ottobre 2010 dalla Columbia Records. L'album ha debuttato alla terza posizione della Billboard 200 ed alla prima di iTunes. Nel 2011, durante la settimana dal 18 al 22 di aprile del 2011, ha partecipato a un episodio di Brainsurge. Nel 2014 dopo la pausa a tempo indeterminato dei Big Time Rush, Logan scrive "She Drives" con l'aiuto di RAS e Luigi Grosu e viene pubblicata poco dopo su internet. Il 17 Gennaio 2017 Logan annuncia che il suo singolo Sleepwalker uscirà il 27 gennaio 2017 su tutti i suoi social. Nel 2017 escono due nuovi singoli "Bite My Tongue" e "Speak of the Devil" seguiti da un EP acustico contenente i suoi primi tre singoli. Nel 2018 esce la prima parte del suo disco "Echoes of departures and the endless street of dreams" con i tre singoli già rilasciati più tre canzoni inedite. Sempre nel 2018 esce il nuovo singolo "Pull Me Deep". Nel 2019 escono due nuovi singoli "End of the World" e "Disappear". Nel 2020 esce un nuovo singolo "Zodiac" in collaborazione con il rapper Call Me Kharizma ma viene eliminata dopo poche ore dallo stesso autore dopo essere venuto a sapere di alcune controversie legali legate all'artista in questione.
Nel 2021, dopo 7 anni dall’inizio della pausa, i Big Time Rush si sono riuniti, pubblicando nello stesso anno un nuovo singolo, “Call It Like I See It”. Nel 2022 hanno inoltre svolto una tournée americana, il Forever Tour.
Il 2 Giugno del 2023, la boy band ha rilasciato il suo quarto album in studio, “Another Life”, a cui è seguito un altro tour americano, il Can’t Get Enough Tour.

## Filmografia

### Televisione
- Friday Night Lights - serie TV (2009)
- Big Time Rush - serie TV (2009-2013)
- BrainSurge - game show (2010)
- Nick News with Linda Ellerbee (2011)
- Hand aufs Herz (2011)
- How to Rock - serie TV (2012)
- Big Time Movie (Big Time Rush: The Movie), regia di Savage Steve Holland – film TV (2012)
- Figure It Out - game show (2012)
- Marvin Marvin - serie TV (2013)

### Doppiaggio
- I pinguini di Madagascar - serie animata, episodio 03x29 (2015)

## Discografia

### Album in studio
- 2010 – B.T.R.
- 2011 – Elevate
- 2013 – 24/Seven
- 2023 - Another Life

### Raccolta
- 2016 – Big Time Rush - The Greatest Hits

### EP
- 2010 – Holiday Bundle
- 2012 – Big Time Movie Soundtrack

### Singoli
- 2010 – Any Kind of Guy
- 2010 – Big Time Rush
- 2010 – Halfway There
- 2010 – Famous
- 2010 – City Is Ours
- 2010 – Worldwide
- 2011 – Boyfriend (con Snoop Dogg)
- 2011 – Til I Forget About You
- 2011 – Music Sounds Better with U (con Mann)
- 2011 – If I Ruled the World (con Iyaz)
- 2012 – Elevate
- 2012 – Windows Down
- 2013 – 24/Seven
- 2013 – Confetti Falling
- 2013 – Like Nobody's Around
- 2013 – We Are
- 2016 – Paralyzed
- 2021 – Call It Like I See It
- 2022 – Not Giving You Up
- 2022 – Fall
- 2022 – Honey
- 2022 – Dale Pa’Ya
- 2023 – Can’t Get Enough
- 2023 – Waves
- 2023 – Suave

### Da Solista

#### Album in Studio
2018 - Ehcoes of Departures and the Endless Street of Drems Pt.1

#### EP
- 2018 – Acoustic Session
- 2019 - Disappear

#### Singoli
- 2017 - Sleepwalker
- 2017 - Bite My Tongue
- 2017 - Speak of the Devil
- 2018 - Pull Me Deep
- 2019 - End of the World
- 2019 - Rocket Man
- 2020 - Zodiac (feat. Call Me Karizma) - successivamente rimossa